# 洪堡縣 (內華達州)
洪堡縣（英語：Humboldt County）是美国内华达州北部的一個縣，北鄰俄勒冈州，東北鄰爱达荷州，面積25,014平方公里，是州中面積第四大的縣份，亦是全國面積第13大的縣份。根據2020年美國人口普查統計，洪堡縣共有人口17,285人。洪堡縣的縣治為溫尼木卡。
洪堡縣成立於1856年，是該州最早的九個縣之一。縣名是由約翰·查爾斯·弗里蒙特以洪堡河命名（該河紀念德国著名的博物學家亚历山大·冯·洪堡）。洪堡縣首個縣治為尤寧維爾。於 1873年，因尤寧維爾的礦業衰落，使縣政府決定將縣治遷至今址。

## 地理

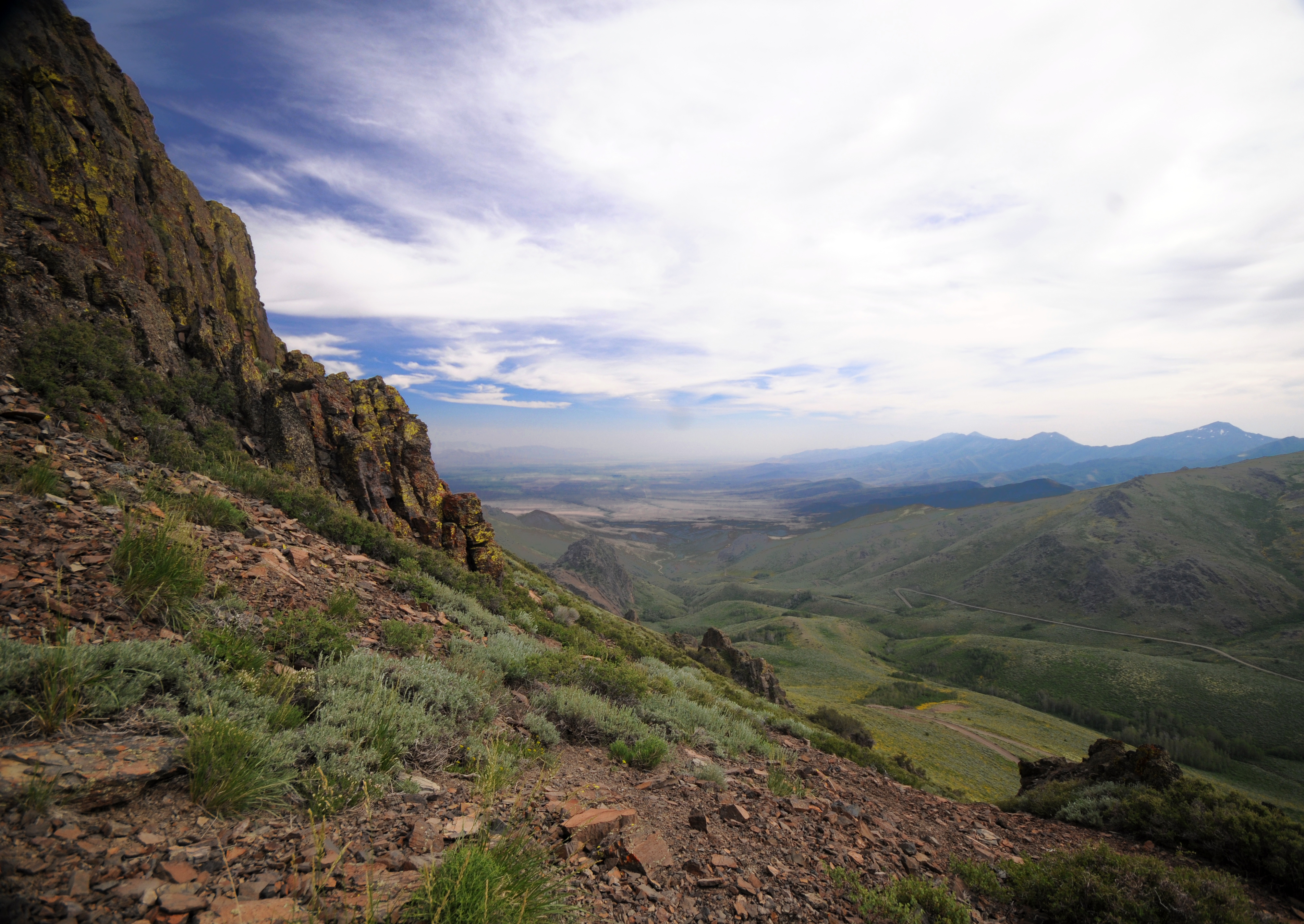
位於洪堡國家森林公園的聖羅莎山脈

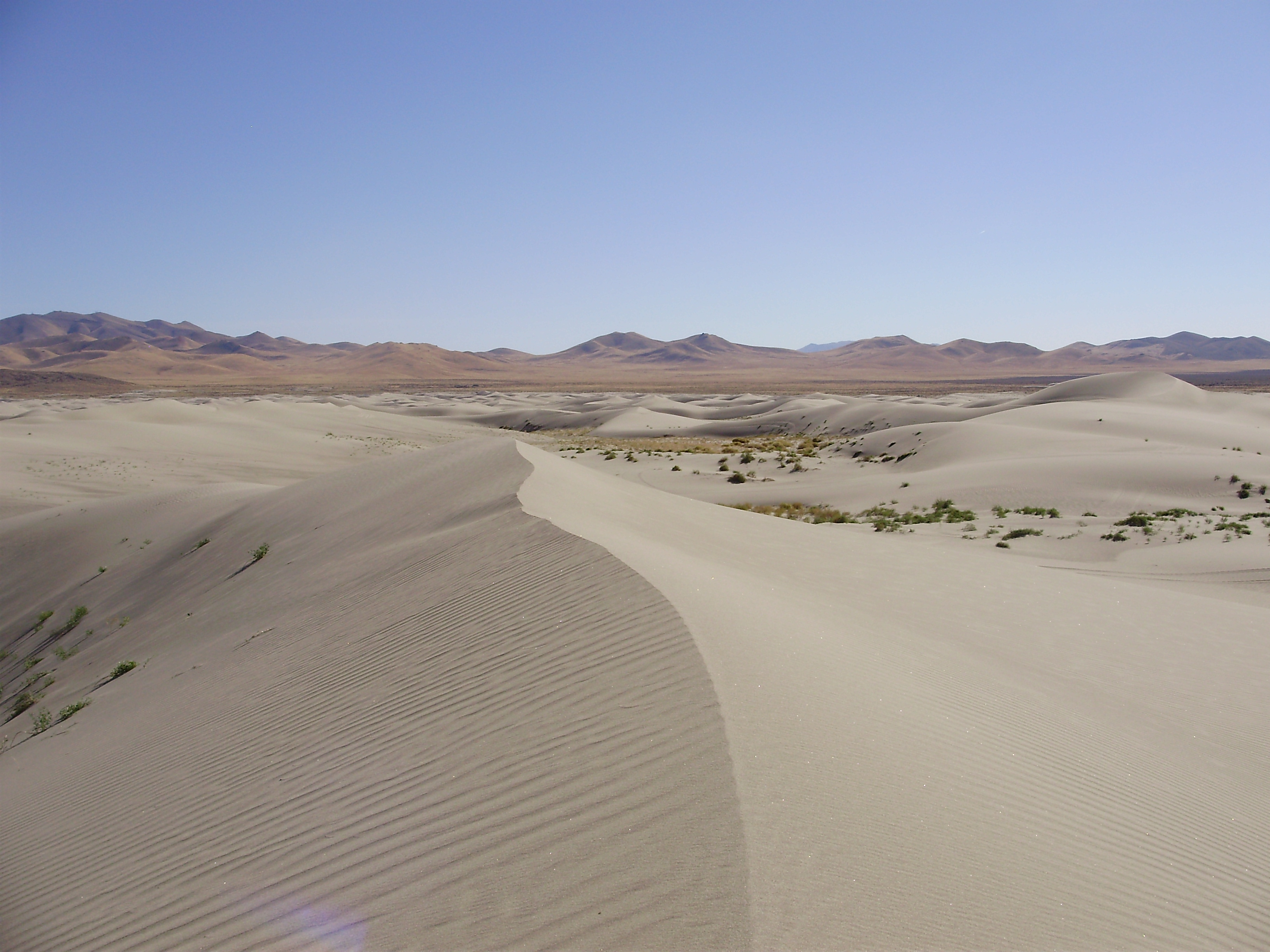
位於溫尼木卡北部的沙丘

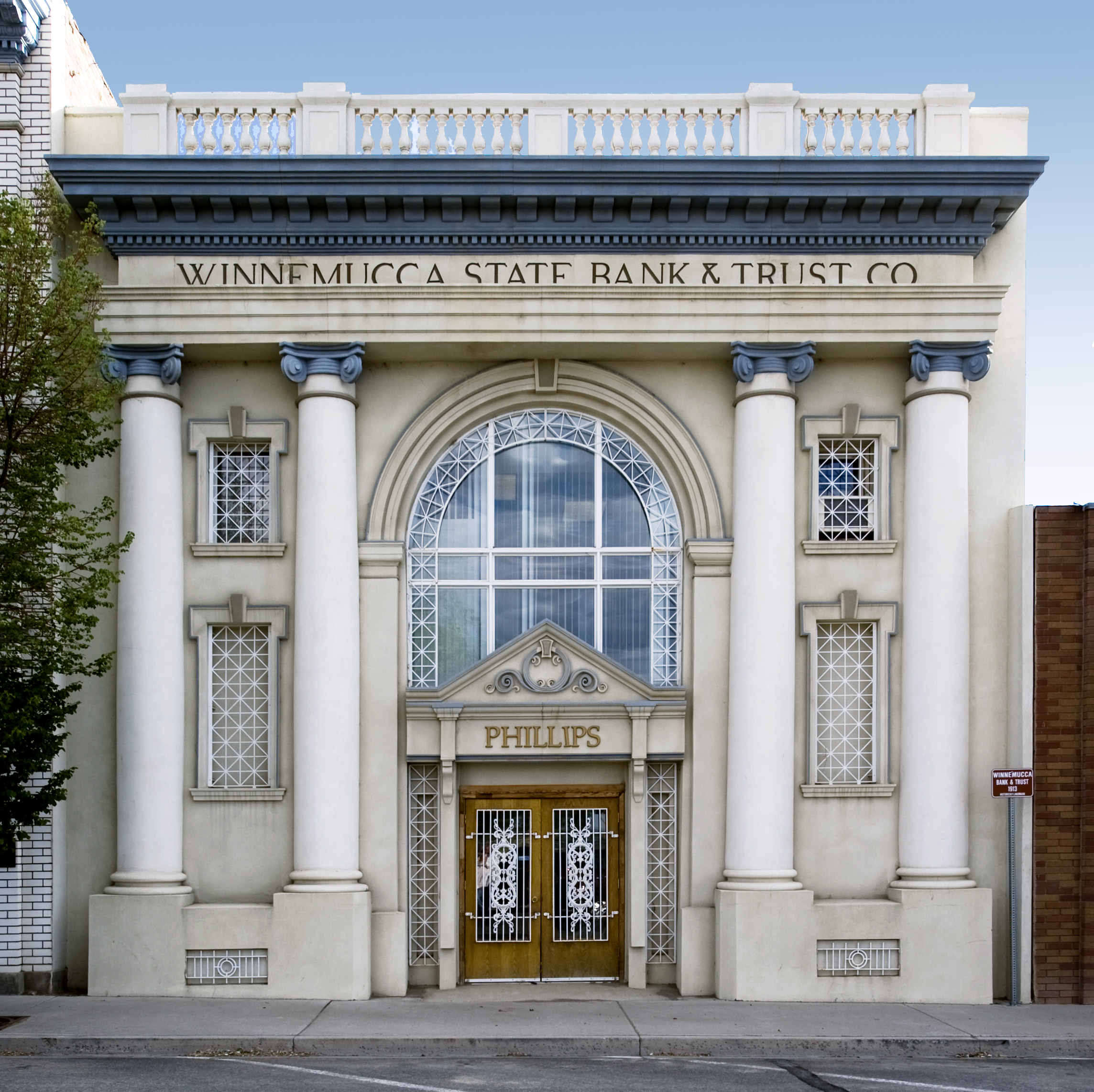
溫尼木卡的州立銀行和信託大樓均屬於國家史蹟名錄。

根據2020年美國人口普查，洪堡縣的面積為9,658平方英里（25,014平方），其中有9,641平方英里（24,970平方），即99.8%為陸地；17平方英里（44平方），即0.2%為水域。聖羅莎山脈貫穿洪堡縣東部。

### 毗鄰縣
- 埃爾科縣：東方
- 蘭德縣：東南方
- 潘興縣：南方
- 瓦肖县：西方
- 俄勒冈州 哈尼縣：北方
- 俄勒岡州 馬盧爾縣：北方
- 爱达荷州 奧懷希縣：東北方

### 國家保護區
- 黑岩沙漠高岩峽谷移民步道國家保護區（英语：Black Rock Desert–High Rock Canyon Emigrant Trails National Conservation Area）（部份）
- 洪堡國家森林公園（部份）
- 謝爾頓國家野生動物保護區（英语：Sheldon National Wildlife Refuge）（部份）

## 人口
| 调查年                  | 人口   | 备注 | %±       |
| ----------------------- | ------ | ---- | -------- |
| 1860                    | 40     |      | —        |
| 1870                    | 1,916  |      | 4,690.0% |
| 1880                    | 3,480  |      | 81.6%    |
| 1890                    | 3,434  |      | −1.3%    |
| 1900                    | 4,463  |      | 30.0%    |
| 1910                    | 6,825  |      | 52.9%    |
| 1920                    | 3,743  |      | −45.2%   |
| 1930                    | 3,795  |      | 1.4%     |
| 1940                    | 4,743  |      | 25.0%    |
| 1950                    | 4,838  |      | 2.0%     |
| 1960                    | 5,708  |      | 18.0%    |
| 1970                    | 6,375  |      | 11.7%    |
| 1980                    | 9,434  |      | 48.0%    |
| 1990                    | 12,844 |      | 36.1%    |
| 2000                    | 16,106 |      | 25.4%    |
| 2010                    | 16,528 |      | 2.6%     |
| [ 1 ] [ 5 ] [ 6 ] [ 7 ] |        |      |          |

根據2000年人口普查，洪堡縣擁有16,106居民、5,733住戶和4,133家庭。其人口密度為每平方英里2居民（每平方公里1居民）。洪堡縣擁有6,954間房屋单位，其密度為每平方英里1間（每平方公里0.28間）。洪堡縣的人口是由83.21%白人、0.51%非裔、4.02%原住民、0.57%亞裔、0.07%太平洋岛民、8.54%其他種族和3.09%混血构成。而西裔或拉美裔佔了人口18.87%。
在5,733住户中，有40.9%擁有一個或以上的兒童（18歲以下）、59.6%為夫妻、7.6%為單親家庭、而有27.9%為非家庭。其中22.8%住户為獨居，6.3%為同居長者。平均每戶有2.77人，而平均每個家庭則有3.28人。在16,106居民中，有31.40%為18歲以下、7.50%為18至24歲、31.20%為25至44歲、22.30%為45至64歲以及7.50%為65歲以上。人口的年齡中位數為33歲，每100個女性就有110.30個男性。而每100個成年女性（18歲以上）就有110.20個成年男性。
洪堡縣的住戶收入中位數為$47,147，而家庭收入中位數則為$52,156。男性的收入中位數為$44,694，而女性的收入中位數則為$25,917。洪堡縣的人均收入為$19,539。約9.70%家庭和7.70%人口在貧窮線以下。